# Porogi Ádám
Porogi Ádám (Budapest, 1986. augusztus 21. –) magyar színművész. 

## Életpályája
2004-ben érettségizett a Városmajori Gimnáziumban. 2004-től az ELTE-BTK történelem-indológia szakos hallgatója volt, de az egyetemet nem fejezte be. 2007-2012 között a Kaposvári Egyetem színész szakos hallgatója volt, Mohácsi János osztályában. Egyetemi gyakorlatát a kecskeméti Katona József Színházban töltötte, melynek 2012-2017 között volt tagja. 2017-től a Radnóti Színház színésze.

### Családja
Pető Kata színésznőtől egy kislánya van, Mária. 2024. nyarán vette el feleségül Nagy Katica színésznőt.

## Színházi szerepei
- William Nicholson: VISSZAVONULÁS (Szereplő) – 2017/2018
- Szép Ernő: VŐLEGÉNY (Rudi, fogász) – 2016/2017
- Henrik Ibsen: GABLER HEDDA (Jörgen Tesman, a kultúrtörténet ösztöndíjasa) – 2016/2017
- Réczei Tamás: KATONA JÓZSEF, AVAGY LÉGY A PÓKOK KÖZÖTT FICKÁNDOZIK (Ruszt József) – 2016/2017
- Lucy Prebble: MELLÉKHATÁS (Tristan) – 2016/2017
- Kocsis L. Mihály – Cseke Péter: ÚJVILÁG PASSIÓ (Krisztus király) – 2015/2016
- Pierre Augustin Caron de Beaumarchais: FIGARO HÁZASSÁGA (Qerubin) – 2015/2016
- William Shakespeare: HAMLET (Hamlet, dán királyfi) – 2015/2016
- Barta Lajos: SZERELEM (Komoróczy, adótiszt) – 2015/2016
- Anton Pavlovics Csehov: SIRÁLY (Kosztantyin Gavrilovics Trepljov, Arkagyina fia) – 2014/2015
- Johann Nepomuk Nestroy: A TALIZMÁN (Titusz) – 2014/2015
- Pass Andrea: ÚJVILÁG (Szereplő) – 2014/2015
- Vörösmarty Mihály: CSONGOR ÉS TÜNDE (Csongor) – 2014/2015
- Réczei Tamás: SZÍNHÁZI VÁNDOROK (Kelemen László, társulatvezető) – 2014/2015
- Arisztophanész: LÜSZISZTRATÉ (Polifón) – 2013/2014
- Eugene O'Neill: HOSSZÚ ÚT AZ ÉJSZAKÁBA (Edmund (Ödön)) – 2013/2014
- Georges Feydeau: BALFÉK (Ernest Rédillon, színházigazgató) – 2013/2014
- Thomas Mann – Benjamin Britten: HALÁL VELENCÉBEN (Gondolás, Leslie, mindenes, Tadzio) – 2013/2014
- Peter Buckman: MOST MINDENKI EGYÜTT (Richard) – 2013/2014
- Fazekas Mihály – Schwajda György: LÚDAS MATYI (Matyi) – 2013/2014
- Réczei Tamás: VASÁRNAPI GYEREKEK (ifjú Goldtsein Emánuel, Kenéz, Goldstein Laci, Krasznai Endre, Tolmács) – 2012/2013
- Németh Virág: MÁTYÁSMESE, AVAGY HOGYAN KERÜLT ÁLRUHA A KIRÁLYRA? (Szereplő) – 2012/2013
- Carlo Goldoni: CHIOGGIAI CSETEPATÉ (Isidoro, büntetőbírósági jegyző Velencéből) – 2012/2013
- Bertolt Brecht: ANGLIAI MÁSODIK EDWARD ÉLETE (Az ifjú Edward, a fia, a későbbi Harmadik Edward, Második Edward király) – 2012/2013
- Németh Virág: LESZ VIGASZ (Szereplő) – 2012/2013
- Kocsis L. Mihály – Cseke Péter: ÚJVILÁG PASSIÓ (János) – 2012/2013
- Carlo Goldoni: CHIOGGIAI CSETEPATÉ (Isidoro, büntetőbírósági jegyző Velencéből) – 2011/2012
- Csiky Gergely: BUBORÉKOK (Róbert , gyermekeik) – 2011/2012
- Heinrich von Kleist: AZ ELTÖRT KORSÓ (Ruprecht, Tuskó Vitus fia) – 2011/2012
- Deres Péter – Tormay Cécile: A RÉGI HÁZ (Ifj. Ulwing Kristóf) – 2011/2012
- Katona József: BÁNK BÁN (I. Szolga) – 2011/2012
- EGY CARMEN (Szereplő) – 2009/2010
- Mihail Bulgakov: BÍBORSZIGET (Szuzdalcev, Jacques Paganel) – 2007/2008

## Film és TV-s szerepei
- Doktor Balaton (2022)
- Foglyok (2019)
- Paraziták a Paradicsomban (2018)
- Tóth János (2018)
- Ketten Párizs ellen (2015)
- Kossuthkifli  (2015)
- Fekete krónika (2013)
- Hacktion: Újratöltve (2012)
- Tűzvonalban (2009)
- Made in Hungária (2009)

## Díjai, elismerései
- Legjobb mellékszereplő (Chioggiai csetepaté) - Városmajori Színházi Szemle (2013)
- Legjobb férfi epizodista – ESTeM-díj (2013)
- Kicsi díj a legjobb epizódszerepért, Radnóti Miklós Színház (megosztva Rusznák Andrással, 2019)[6]